# Port lotniczy Zielona Góra-Babimost
Port lotniczy Zielona Góra-Babimost (kod IATA: IEG, kod ICAO: EPZG) – port lotniczy w województwie lubuskim, ok. 4 km od centrum miasta Babimost. Obszar oddziaływania portu liczy około 3 mln osób mieszkających w zachodniej Wielkopolsce oraz województwie lubuskim. Stanowi 14. najruchliwszy polski port lotniczy (przedostatnie miejsce).

## Położenie
Port lotniczy jest położony między wsią Nowe Kramsko a miastem Babimost, na północny wschód od aglomeracji zwanej Lubuskim Trójmiastem (Sulechów, Zielona Góra, Nowa Sól – łącznie ok. 290 tys. mieszkańców). Jest połączony drogowo z Zieloną Górą (140 tys.), leżącą 34 km na południowy zachód, do której dotrzeć można drogą szybkiego ruchu.
Port znajduje się w pobliżu granicy z województwem wielkopolskim, około 95 km od Poznania. 30 km od lotniska znajduje się węzeł na autostradzie A2. Około 6 km od portu znajduje się stacja kolejowa Babimost.

## Wyposażenie

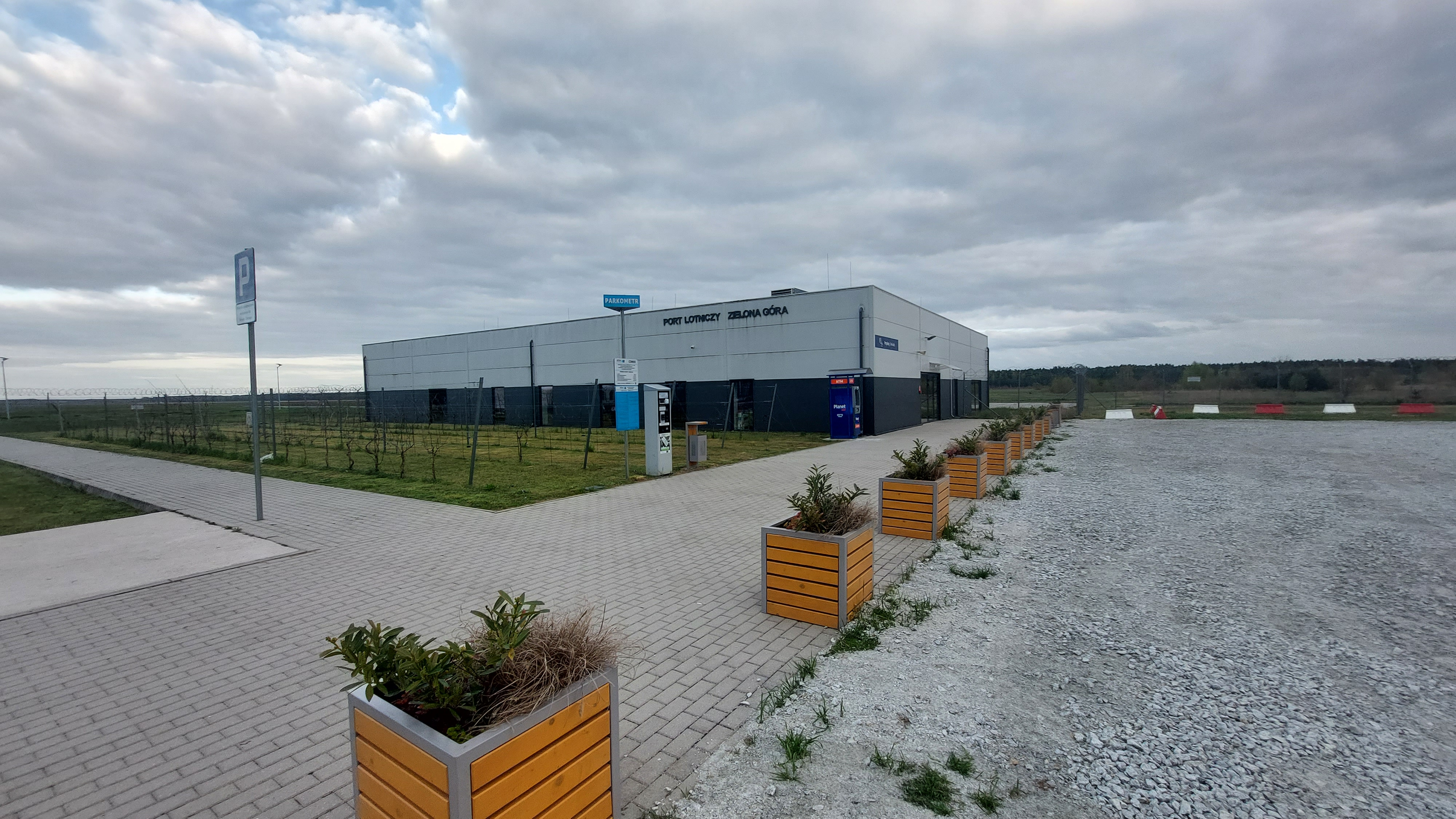
Terminal przylotów

Port lotniczy posiada terminal odlotów oraz terminal przylotów, o łącznej przepustowości 50 tys. pasażerów rocznie, a pozostała zabudowa portu to m.in. terminal cargo, budynki technicznego zabezpieczenia oraz 16 hangarów samolotowych (każdy o powierzchni 320 m²).  W kwietniu 2025 rozpoczęła się budowa nowego terminala Non Schengen. Dzięki planowanej rozbudowie infrastruktury lotnisko będzie mogło obsługiwać do 250 tys. pasażerów rocznie. Zakończenie prac planowane jest na październik 2025. Teren portu zajmuje 450 ha.
Na lotnisku działa lotnicze przejście graniczne. W porcie funkcjonuje Lotniskowy Komisariat Policji. Port jest strzeżony przez całą dobę. Nie jest objęty normami hałasu, co powoduje, że port może być użytkowany całodobowo.
Lotnisko może obsłużyć różne typy samolotów pasażerskich i transportowych, m.in. Boeing 737/B757/B767/B787, Airbus A320, Tu-154, ATR 42/ATR 72, Embraer 170, Ił-62/Ił-76, C-17.
Lotnisko posiada pomoc nawigacyjną w postaci bezkierunkowego nadajnika NDB (częstotliwość 390 kHz) oraz od kwietnia 2014 system wspomagania lądowania ILS kategorii I.

## Historia
Port lotniczy był wojskowym lotniskiem po II wojnie światowej.
Od 25 marca 2001 do 1 września 2004 istniało stałe połączenie pasażerskie z Warszawą z międzylądowaniem w Poznaniu. Po 15 miesiącach przerwy wznowiono loty 28 listopada 2005, dwa razy dziennie.
Następnie, po ograniczeniach wprowadzonych przez Polskie Linie Lotnicze LOT 25 marca 2007, zakontraktowane przez LOT samoloty linii JetAir (w 2011 roku przemianowane na OLT Express) typu BAe Jetstream 31 odlatywały rano i przylatywały wieczorem raz dziennie (brak odlotu w niedziele; brak przylotu w soboty), a podróż trwała około 75 minut (brak międzylądowania w Poznaniu). Przez pewien czas, niezależnie od LOT-u, Jet Air obsługiwał te loty jako własne.
W czerwcu 2007 samorządy Zielonej Góry i województwa lubuskiego podpisały wstępną umowę z zarządcą portu, Przedsiębiorstwem Państwowym „Porty Lotnicze” (PPL) mającą na celu przekształcenie części istniejącej infrastruktury portu w znaczący lotniczy port towarowy (ang.: cargo) dla zachodniej Polski i wschodnich Niemiec. W styczniu 2011 zawieszono wszystkie loty do Warszawy. Lotnisko obsługiwało od tamtej pory jedynie samoloty prywatne i od czasu do czasu transporty żołnierzy. Od czerwca 2011 zostały wznowione bezpośrednie loty do Warszawy. Trasę tę do 2016 obsługiwały linie Sprint Air, a od marca 2017 Polskie Linie Lotnicze LOT.
24 czerwca 2019 odbył się pierwszy w historii lotniska lot czarterowy. Miejscem docelowym tego lotu była turecka Antalya. Organizatorem było biuro podróży Coral Travel Poland. Przewoźnikiem w 2019 roku zostały tureckie linie lotnicze Onur Air, później Freebird Airlines (2021) i Pegasus Airlines (2022).
Podczas lata 2021 (04.07–05.09) zostało uruchomione połączenie z Rijeką obsługiwane przez PLL LOT.
Od 9 grudnia 2021 roku PLL LOT uruchomiły bezpośrednie połączenie ze Lwowem (połączenie zostało zawieszone w lutym 2022, z powodu wojny na Ukrainie). Natomiast w 2022 roku 10 lipca zainaugurowano połączenie z Gdańskiem, a 13 lipca z bułgarskim Burgas.
W grudniu 2022 zostały uruchomione pierwsze połączenia czarterowe w sezonie zimowym, oferowane przez biuro podróży ITAKA. Odbywały się one do egipskiej Taby. Turystów na zimowe ferie do egipskiego kurortu zabierały boeingi 737 Polskich Linii Lotniczych LOT.
Od 22 grudnia 2023 r. do 14 kwietnia 2024 r. biuro podróży Coral Travel postanowiło wyczarterować rejsy linii Enter Air do egipskiego miasta Marsa Alam. 
W sezonie letnim 2024 z lotniska odbywało się 6 rejsów czarterowych tygodniowo. Do Antalyi (2 loty w tygodniu), Hurghady, Enfidha-Hammamet, Monastyru i Tirany.
Od jesieni 2024 linie Enter Air umożliwiają rejsy z do dwóch egipskich kurortów: Marsa Alam i Hurghady.
Od czerwca 2025 pasażerowie mogą polecieć również do tureckiej Antalyi, a także do tunezyjskiej Enfidhy oraz stolicy Albanii: Tirany. Nowe kierunki dostępne są w ofertach biur podróży Coral Travel i Rego Bis.

## Linie lotnicze i połączenia
Według stanu na październik 2024 port lotniczy regularnie obsługiwał loty krajowe na 1 trasie: 
| Linia lotnicza   | Kierunek                                                |
| ---------------- | ------------------------------------------------------- |
| Air Albania      | Sezonowo czartery: 1. Tirana                            |
| LOT              | 1. Warszawa-Chopin                                      |
| Enter Air        | Sezonowo czartery: 1. Hurgadha 2. Marsa Alam 3. Enfidha |
| Pegasus Airlines | Sezonowo czartery: 1. Antalya                           |

### Kierunki obsługiwane w przeszłości
| Linia lotnicza             | Kierunek i okres operowania |
| -------------------------- | --- |
| Eurolot                    | 1. Kraków (przed 2015) |
| OLT Express                | 1. Bydgoszcz (przed 2010) 2. Drezno (przed 2011) |
| Polskie Linie Lotnicze LOT | 1. Burgas (lato 2022) 2. Lwów (przed III 2022) 3. Rijeka (lato 2022) 4. Taba (zima 2022/23) 5. Gdańsk (lato 2022 i 2023) 6. Kraków (lato 2023) 7. Zadar (lato 2023) |

## Statystyki ruchu
| Rok  | Pasażerowie | Pasażerowie | Pasażerowie | Pasażerowie | Pasażerowie | Pasażerowie | Pasażerowie | Pasażerowie | Pasażerowie | Pasażerowie | Pasażerowie | Pasażerowie | Pasażerowie | Cargo kg | Operacje lotnicze |                      |
| Rok  | I           | II          | III         | IV          | V           | VI          | VII         | VIII        | IX          | X           | XI          | XII         | Cały rok    | Cargo kg | Operacje lotnicze |                      |
| ---- | ----------- | ----------- | ----------- | ----------- | ----------- | ----------- | ----------- | ----------- | ----------- | ----------- | ----------- | ----------- | ----------- | -------- | ----------------- | -------------------- |
| 1999 |             |             |             |             |             |             |             |             |             |             |             |             | 198         | 0        | 100               |                      |
| 2000 |             |             |             |             |             |             |             |             |             |             |             |             | 207         | 0        | 36                |                      |
| 2001 |             |             |             |             |             |             |             |             |             |             |             |             | 5624        | 0        | 615               |                      |
| 2002 |             |             |             |             |             |             |             |             |             |             |             |             | 7598        | 0        | 681               |                      |
| 2003 |             |             |             |             |             |             |             |             |             |             |             |             | 7813        | 0        | 1237              |                      |
| 2004 |             |             |             |             |             |             |             |             |             |             |             |             | 3949        | 0        | 400               | [ 15 ]               |
| 2005 |             |             |             |             |             |             |             |             |             |             |             |             | 427         | 0        | 163               | [ 15 ]               |
| 2006 |             |             |             |             |             |             |             |             |             |             |             |             | 8316        | 0        | 1107              | [ 15 ]               |
| 2007 |             |             |             |             |             |             |             |             |             |             |             |             | 6739        | 0        | 714               |                      |
| 2008 |             |             |             |             |             |             |             |             |             |             |             |             | 5237        | 0        | 614               |                      |
| 2009 |             |             |             |             |             |             |             |             |             |             |             |             | 2955        | 3929     | 642               | [ 16 ] [ 17 ]        |
| 2010 |             |             |             |             |             |             |             |             |             |             |             |             | 3637        | 5205     | 668               | [ 16 ] [ 17 ]        |
| 2011 |             |             |             |             |             |             |             |             |             |             |             |             | 6940        | 1591     | 328               | [ 16 ] [ 17 ]        |
| 2012 | 718         | 1091        | 1240        | 1113        | 1233        | 1072        | 1668        | 1102        | 917         | 1027        | 681         | 803         | 12665       | 21       | b.d.              | [ 18 ] [ 19 ]        |
| 2013 | 719         | 1016        | 1030        | 1070        | 1004        | 1111        | 1260        | 1201        | 1401        | 1200        | 901         | 655         | 12568       | 0        | 1255              | [ 18 ] [ 19 ] [ 20 ] |
| 2014 | 783         | 818         | 972         | 882         | 999         | 948         | 971         | 870         | 912         | 1319        | 834         | 741         | 11049       | 0        | 1170              | [ 18 ] [ 21 ] [ 20 ] |
| 2015 | 663         | 741         | 914         | 935         | 1219        | 1871        | 961         | 984         | 4882        | 2253        | 941         | 742         | 17106       | 0        | 1299              | [ 18 ] [ 22 ] [ 20 ] |
| 2016 | 426         | 715         | 1060        | 846         | 922         | 990         | 615         | 659         | 827         | 948         | 788         | 647         | 9443        | 0        | 1147              | [ 18 ] [ 21 ] [ 20 ] |
| 2017 | 627         | 655         | 951         | 1069        | 1238        | 1355        | 1758        | 1709        | 1950        | 2156        | 2180        | 2054        | 17702       | 0        | 1114              | [ 18 ] [ 21 ] [ 20 ] |
| 2018 | 1734        | 1671        | 2191        | 2047        | 2069        | 2335        | 1972        | 1878        | 1703        | 1613        | 1334        | 1387        | 21934       | 0        | 1295              | [ 18 ] [ 21 ] [ 20 ] |
| 2019 | 1475        | 1342        | 1701        | 1542        | 1697        | 3340        | 4513        | 4472        | 4287        | 3345        | 2995        | 3074        | 33783       | 0        | 1778              | [ 18 ] [ 23 ] [ 20 ] |
| 2020 | 2811        | 2711        | 1157        | 0           | 28          | 1393        | 2435        | 2380        | 2427        | 1762        | 1064        | 1456        | 19624       | 0        | 1965              | [ 18 ] [ 21 ] [ 20 ] |
| 2021 | 1188        | 942         | 536         | 0           | 586         | 1805        | 3573        | 4363        | 3145        | 1806        | 1533        | 1711        | 21188       | 0        | 1779              | [ 24 ]               |
| 2022 | 1411        | 1171        | 1713        | 1938        | 2707        | 4409        | 7120        | 7679        | 6195        | 2554        | 2227        | 2934        | 42058       | 0        | 3790              | [ 24 ]               |
| 2023 | 3661        | 3373        | 2731        | 2779        | 3442        | 6675        | 6933        | 8057        | 6625        | 4044        | 2699        | 2944        | 53963       | 0        | 3946              | [ 24 ]               |
| 2024 | 3536        | 4045        | 4501        | 4199        | 5478        | 8909        | 12377       | 12333       | 10758       | 8151        | 4011        | 4592        | 82887       | 0        | 3936              | [ 24 ]               |